# Sankt Lazarusorden
Sankt Lazarusorden är en andlig riddarorden som grundades 1098 av Gerardo Sasso, som även grundade Malteserorden. Orden fortlever idag under beskydd av Huset Savojen och slogs samman med St. Mauritius Orden 1572 av påve Gregorius XIII. Denna artikel behandlar både den historiska riddarorden och nutida, självutnämnda och icke erkända l'Ordre Militaire et Hospitalier de Saint-Lazare de Jérusalem (svenska: Den Militära och hospitala Sankt Lazarusorden av Jerusalem) som gör anspråk på att vara en fortsättning på Sankt Lazarusorden.

## Historia

### I Heliga landet
Från det att Sankt Lazarusorden grundas på 1000-talet har den haft  två  huvudsakliga syften: att hjälpa leprasjuka och att försvara den kristna tron. 
Första gången som orden omnämns i bevarade källor är år 1142. Orden grundades vid ett leprasjukhus utanför Jerusalems murar och därefter etablerade den ett antal sjukhus i Heliga landet, bland annat i Akko. Det är okänt när orden blev militär men det skedde sannolikt före 1100-talets slut genom det stora antal korsriddare som sändes till dess leprasjukhus för behandling. Senare grundade orden ett antal sjukhus i övriga Europa, så kallade lasarett, främst för behandling av leprasjuka men även för behandling av andra sjukdomar. Orden hade en nära förbindelse med andra riddarordnar, vars medlemmar som drabbades av lepra kunde bli upptagna i orden.
Orden förblev huvudsakligen sjukvårdande men deltog även i ett antal slag, bland annat vid Forbie den 17 oktober 1244 där merparten av medlemmarna stupade, samt vid Al Mansurah den 8–11 februari 1250. Leprariddarna skyddades vanligen av ett antal friska riddare men tog själva till vapen i kristider. Orden övergav tidigt sina militära aktiviteter efter Akkos fall 1291 och förblev, till skillnad från Tempelherreorden, en förhållandevis fattig orden.

### Det franska kungahuset

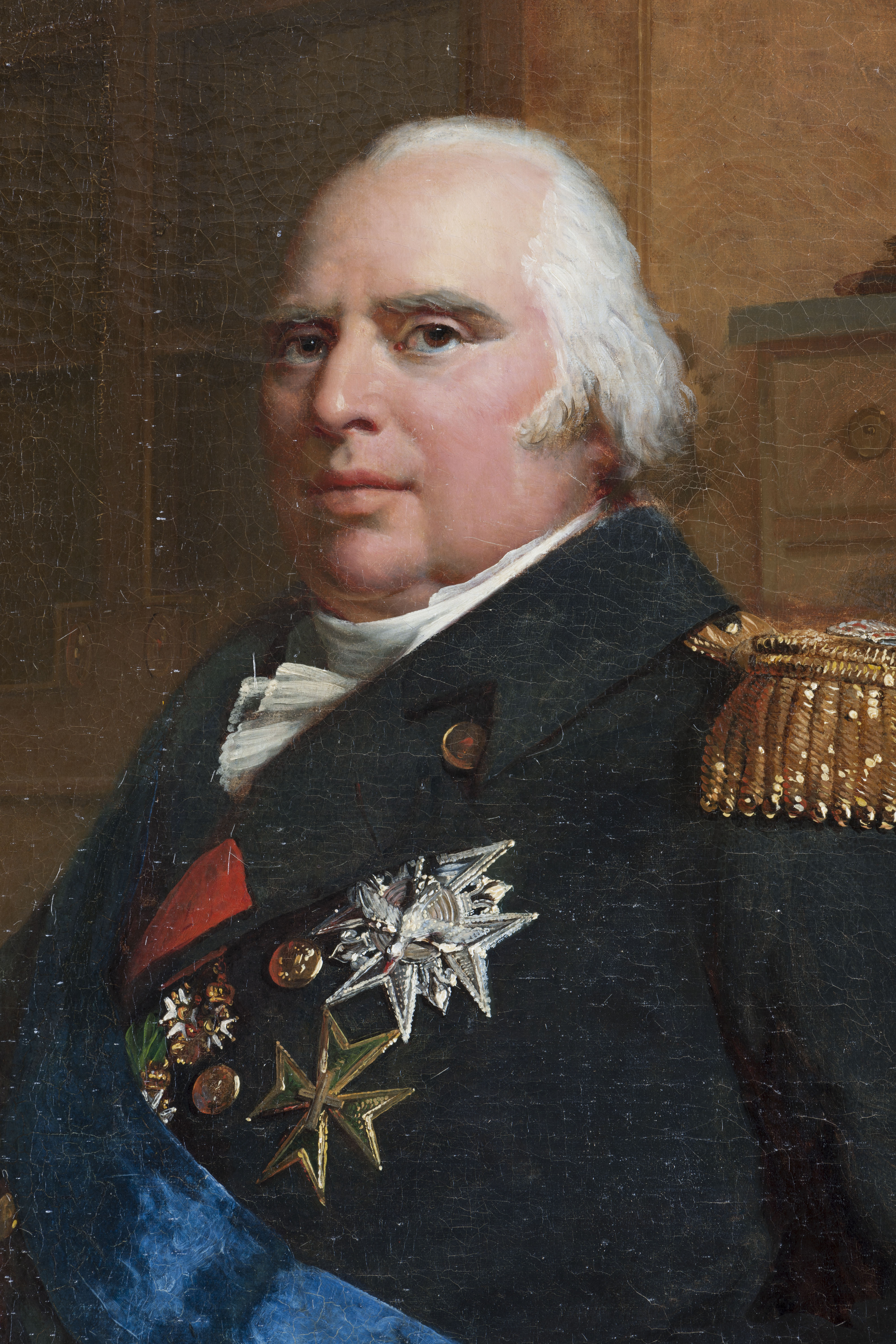
Kung Ludvig XVIII (1755 – 1824) med Sankt Lazarusordens storkorstecken.

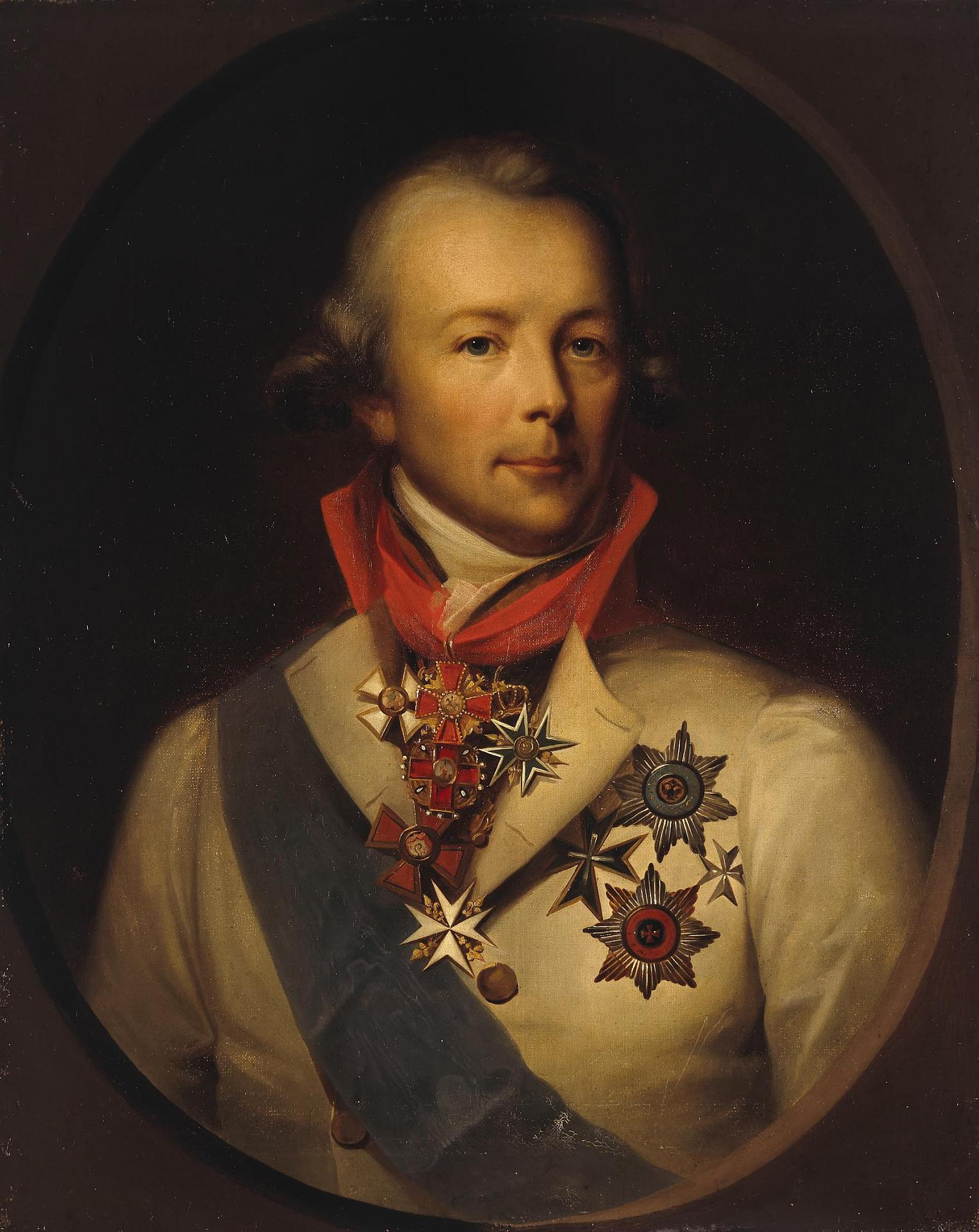
Peter Ludwig von der Pahlen (1745 – 1826) med Sankt Lazarusordens riddartecken.

År 1154 skänkte kung Ludvig VII av Frankrike Sankt Lazarusorden en egendom, Boigny nära Orléans, vilken blev ordens högkvarter utanför Heliga landet. Senare, efter Akkos fall 1291 lämnade ordens riddare Heliga landet och flyttade först till Cypern, därefter till Sicilien och slutligen tillbaka till Boigny som blev ett grevskap år 1288. År 1308 ställde kung Filip IV av Frankrike orden under kungligt beskydd. År 1604 deklarerade Henrik IV av Frankrike kungligt beskydd av orden och dess franska del slogs år 1608 samman med Vår Frus av berget Karmel orden under namnet Kungliga, militära och hospitalära orden av vår Frus av berget Karmel och Sankt Lazarus av Jerusalem. Under franska revolutionen undertrycktes alla kungliga ordnar i ett dekret daterat den 30 juli 1791. I ett annat dekret följande år konfiskerades ordens alla egendomar. Ludvig, greve av Provence, ordens 43:e stormästare, som senare blev kung Ludvig XVIII, fortsatte att fungera i exil.
Forskare har olika uppfattning om orden förblev intakt efter franska revolutionen. Ett faktum var dock att det finns bevarat ett antal målningar på olika museer av rysk och baltisk adel som upptogs i orden efter år 1791. Några exempel är Aleksandr Suvorov och Peter Ludwig von der Pahlen. Nya riddare finns även listade i Almanach Royal från år 1814 till 1830. Kung Ludvig XVIII, senare ordens beskyddare avled år 1824. Han följdes av kungarna Karl X och Henrik V som ordens beskyddare fram till år 1830 då orden upplöstes genom ett dekret. Ordens siste medlem som tillkom före 1830 dog 1857 och det har därför framförts att det enligt kanonisk rätt efter utgången av 1956 varit omöjligt att återuppliva orden.

### Orden 1830-1930
Efter 1830 saknade orden kungligt beskydd och styrdes enligt uppgift av ett Conseil gouvernemental (svenska: Styrande rådet) som år 1841 bjöd in patriarken av grekisk-melkitiska katolska kyrkan Maximos III Mazloum till att bli andlig beskyddare. Under denna tidsperiod tillkom exempelvis Ferdinand-Alphonse Hamelin (1853), Louis Édouard Bouët-Willaumez (1853), Louis François du Mesnil de Maricourt (1863), Paul de Poudenx (1863), Jules Marie d'Anselme de Puisaye (1865), de Boisbaudry (1875), Yves de Constancin (1896), som senare blev ordförande för Hospitaller Nobles of Saint Lazarus och Jules Marie d'Anselme de Puisaye (1880), som medlemmar i orden.

### Orden efter 1930
1930 bad ordens officerare don Francisco de Borbón y de La Torre, hertig av Sevilla och ordens storfogde i Spanien, att överta ledningen av orden, med titeln generallöjtnant av Stormagistratet. Hertigen, en ättling till kungarna av Spanien och Frankrike, som utmärkt sig på slagfältet under det spanska inbördeskriget och var känd som "Hjälten från Malaga" accepterade ämbetet. Han verkade för att återuppliva orden genom att ena riddarna runt de traditionella dubbla uppdragen: stödet till leprasjuka och samarbetet i försvaret av den kristna tron. Han valdes enhälligt till stormästare 1935 och återupprättade därmed ämbetet som varit vakant sedan 1814. 1952 avled don Francisco de Paula de Borbón y de la Torre, 4:e hertig av Sevilla. Hans son och ordensbiträdet, don Francisco Enrique de Borbón y de Borbón, utsågs till generallöjtnant av Stormagistratet och valdes till orden 45 stormästare 1958.[källa behövs]

### Ordens delning
I slutet av 1960-talet delades orden upp i två så kallade obediences med egna stormästare, Paris och Malta, som båda bedriver ett omfattande välgörenhetsarbete. År 2004 blev H.K.H. prins Henri d'Orléans, greve av Paris och hertig av Frankrike, som är huvudman för det franska kungahuset beskyddare av orden, men bland annat som en konsekvens av att detta skett efter 1956 betraktas orden ändå inte som legitim av Franska Nationalförtjänstorden och av genealogen och heraldikern Guy Stair Sainty. Orden är inte heller upptagen på Internationella kommissionens för riddarordnar lista över legitima riddarordnar. Orden har däremot erhållit ett officiellt erkännande i Spanien, liksom i Kroatien, Sydafrika och Ungern.

## Orden idag

### Syfte
Idag är Sankt Lazarusordens syften att upprätthålla och försvara kristen tro, att bistå och hjälpa de sjuka och utsatta, i synnerhet dem som lider av lepra, att främja och vidmakthålla den kristna ridderlighetens principer och att arbeta för kristen enhet. Orden bedriver ett omfattande internationellt hjälparbete med fokus på hälso- och utvecklingsfrågor 

### Medlemskap
Medlemskap i Sankt Lazarusorden erhålls endast efter inbjudan och efter godkännande av ordens högsta ledning. Orden är ekumenisk och därmed öppen för såväl katolska och protestantiska som ortodoxa kristna. Medlemskapet indelas i två kategorier: rättsriddare och riddare av högsta nåd, den första kategorin förbehållen adliga medlemmar. Oavsett vilken av dessa kategori som man tillhör tilldelas grader enligt följande (engelsk benämning enligt ordens standard):
- Knight (GCLJ) eller dame (GCLJ) grand cross
- Knight (KCLJ) eller dame (DCLJ) commander
- Knight (KLJ) eller dame (DLJ)
- Paris: Officer (OLJ), Malta: commander (CLJ)
- Paris: serving brother (SBLJ) eller serving sister (SSLJ), Malta: officer (OLJ)
- Malta: member (MLJ)

Herrar som tillhör graden knight (KLJ) eller högre tituleras chevalier och damer som tillhör graden dame eller högre tituleras dame. Präster erhåller graderna assistant chaplain, chaplain, senior chaplain, ecclesial commander och ecclesial grand cross.

### Mantel och insignier
Vid ceremoniella tillfällen som exempelvis vid investitur använder ledamöterna ordens kyrkkappa och dekorationer. Ordens mantel är svart med ett grönt Malteserkors. Till de olika ordensgraderna hör specifika insignier. Bandets gröna färg överensstämmer med den gröna färgen på ordenskorset.

## Andra Lazarusorganisationer
Vid sidan om Den militära hospitalsorden av sankt Lazarus av Jerusalem finns Hospitalsorden av sankt Lazarus av Jerusalem (Förenade storprioraten) som inspirerad av den ursprungliga orden grundades 1995 samt Corps Saint Lazarus International (CSLI) vilka båda bedriver ett erkänt välgörenhetsarbete i ordens anda.

## Galleri

Ordens vapen
Ordens kors
Ordens flagga
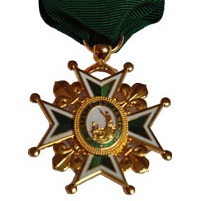
Ordenskors med franska liljan som tillkom 2004 då orden åter ställdes under det franska kungahuset beskydd
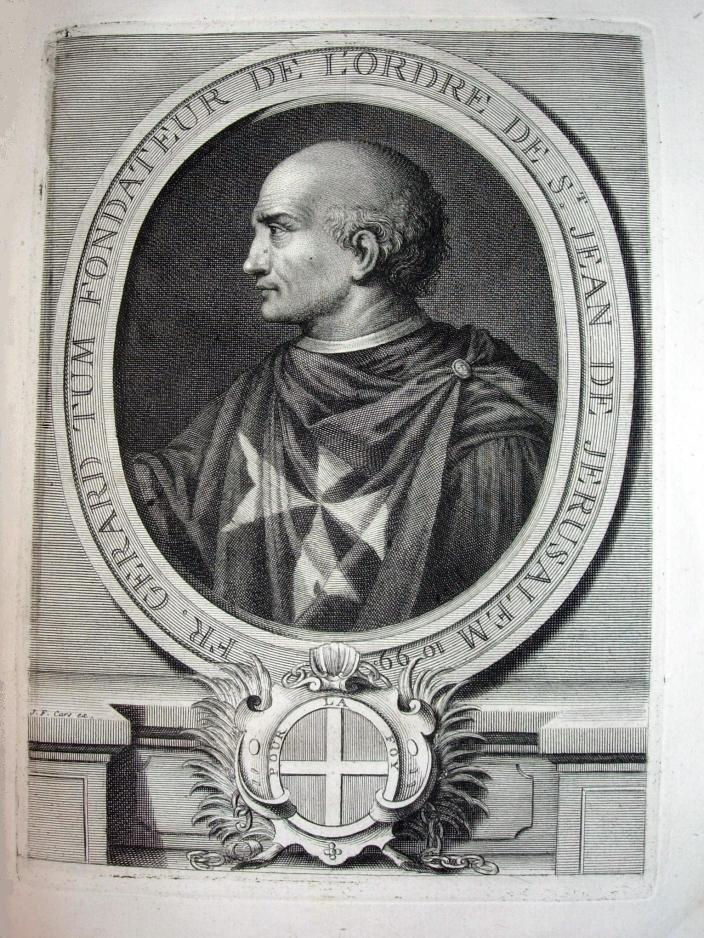
Gerardo Sasso, ordens liksom Malteserordens grundare
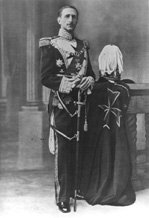
HE Francisco de Paula de Borbon y de la Torre, hertig av Sevilla, ordens 44:e stormästare 1935 - 1952